# Архангельский район (Ставропольский край)
Архангельский район — административно-территориальная единица в составе Северо-Кавказского, Орджоникидзевского и Ставропольского краёв, существовавшая в 1924—1929 и 1935—1953 годах. Административный центр — село Архангельское.

## Население
По данным переписи 1939 года в районе проживало 21 221 чел., в том числе в селе Архангельском — 6224 чел., в селе Нины — 5735 чел. В национальном составе района преобладали русские — 87,1 % и немцы — 8,9 %.

## История
Впервые Архангельский район был образован в 1924 году в составе Терского округа Северо-Кавказского края. В 1929 году район был упразднён.
Вторично Архангельский район был образован в 1935 году в составе Северо-Кавказского (с 1937 года — Орджоникидзевского, с 1943 года — Ставропольского) края.
По данным на 1 апреля 1940 года включал 5 сельсоветов: Архангельский, Архиповский, Брусиловский, Нинский и Стародубский.
В период немецкой оккупации в районе было истреблено-расстреляно 318 советских граждан 18 советских военнослужащих. В числе убитых насчитывается 112 малолетних и не достигших совершеннолетия детей, стариков свыше 60 лет.
24 июля 1941 года в целях успешного и своевременного выполнения задания Государственного Комитета Обороны крайисполком принял решение о строительстве 15 аэродромов: в Невинномысском районе (3), Спицевском, Апанасенковском, Будённовском, Архангельском, Новоселицком (2), Нагутском, Минводском, Железноводском, Новоалександровском.
В 1953 году Архангельский район был упразднён, а его территория передана в Будённовский район.